# Colonia Presidente Juárez
Colonia Presidente Juárez är en ort i Mexiko.   Den ligger i kommunen Santa María Jalapa del Marqués och delstaten Oaxaca, i den sydöstra delen av landet, 500 km sydost om huvudstaden Mexico City. Colonia Presidente Juárez ligger 173 meter över havet och antalet invånare är 184.
Terrängen runt Colonia Presidente Juárez är kuperad åt nordväst, men åt sydost är den platt. Runt Colonia Presidente Juárez är det ganska glesbefolkat, med 31 invånare per kvadratkilometer. I omgivningarna runt Colonia Presidente Juárez växer huvudsakligen savannskog.